# Carl Schlichthorst
Carl Schlichthorst foi um militar, engenheiro e escritor alemão.

## Biografia
Chegou ao Brasil embarcado no navio Caroline, que aportou no no Rio de Janeiro, em 23 de setembro de 1825, com 192 colonos, 60 soldados e 30 oficiais.
Alistado no Corpo de Estrangeiros, como tenente de Granadeiros Alemães, serviu no Rio de Janeiro até 1826. Considerou-se enganado pelo major Schäffer, que o recrutou na Alemanha. Escreveu uma ácida obra sobre sua passagem pelo Brasil, que editou quando de sua volta para a Alemanha: "Rio de Janeiro wie es ist, uma vez e nunca mais" (Rio de Janeiro como ele é, uma vez e nunca mais).